# Шатла
Шатла (фр. Chaptelat) насеље је и општина у централној Француској у региону Лимузен, у департману Горња Вијена која припада префектури Лимож.
По подацима из 2005. године у општини је живело 1 556 становника, а густина насељености је износила 87 становника/km². Општина се простире на површини од 17,92 km². Налази се на средњој надморској висини од 364 метара (максималној 481 m, а минималној 324 m).

## Демографија
| 1962. | 1968. | 1975. | 1982. | 1990. | 1999. | 2011. |
| ----- | ----- | ----- | ----- | ----- | ----- | ----- |
| 636   | 564   | 612   | 943   | 1.288 | 1.465 | 1.880 |

График промене броја становника у току последњих година